# Orthodes furtiva
Orthodes furtiva là một loài bướm đêm trong họ Noctuidae.